# NGC 2960
NGC 2960 is een spiraalvormig sterrenstelsel in het sterrenbeeld Waterslang. Het hemelobject werd op 4 maart 1826 ontdekt door de Britse astronoom John Herschel.

## Synoniemen
- UGC 5159
- IRAS09380+0348
- MCG 1-25-9
- KARA 359
- MK 1419
- ZWG 35.26
- PGC 27619